# (85293) Tengzhou
(85293) Tengzhou est un astéroïde de la ceinture principale.

## Description
(85293) Tengzhou est un astéroïde de la ceinture principale. Il fut découvert le 12 septembre 1994 à la station de Xinglong par le programme Beijing Schmidt CCD Asteroid Program. Il présente une orbite caractérisée par un demi-grand axe de 3,12 UA, une excentricité de 0,13 et une inclinaison de 14,5° par rapport à l'écliptique.

## Compléments